# Brücken, Kusel
Brücken là một xã thuộc huyện Kusel, bang Rheinland-Pfalz, phía tây nước Đức. Xã Brücken, Kusel có diện tích 8,13 km², dân số thời điểm ngày 31 tháng 12 năm 2006 là 2323 người.